# Traitorous Eight
Die Traitorous Eight (deutsch: „Die verräterischen Acht“) sind acht Unternehmer, die im Jahre 1957 das Shockley Semiconductor Laboratory verlassen hatten, um Fairchild Semiconductor zu gründen. Der Name Die Verräterischen Acht wurde von William B. Shockley, dem Direktor der Shockley Laboratorys erfunden. Andere sprechen etwas neutraler von den Fairchild Eight oder Shockley Eight. Eine Zeit lang wurden sie auch die Fairchildren genannt. Die Acht sind: Victor Grinich, Robert Noyce, Gordon Moore, Eugene Kleiner, Julius Blank, Sheldon Roberts, Jean Hoerni und Jay Last.

## Geschichte
Die Unternehmer verließen das Shockley Semiconductor Laboratory, weil sie mit Shockleys Personalführung nicht zufrieden waren. Genau gesagt erwartete er, dass Forschung nach seinen Vorstellungen durchgeführt wurde, und er erwartete von ihm selbst favorisierte Ergebnisse, statt sich von der Forschung leiten zu lassen.
Die acht Angestellten wandten sich an Arnold Orville Beckman, dessen Firma Beckman Instruments damals der alleinige Anteilseigner der Shockley Semiconductor Laboratories war. Sie forderten die Absetzung Shockleys. Beckman versuchte einen neuen Manager zu finden und entmachtete Shockley. Nach einiger Zeit war aber klar, dass kein Ersatz zu finden war. So bekam Shockley seine Befugnisse zurück. Die Acht verließen daraufhin das Labor und unterzeichneten einen Vertrag bei der Fairchild Camera and Instrument Corporation, um Fairchild Semiconductor zu gründen.
Ihre unternehmerischen Interessen endeten nicht mit Fairchild. Sieben der Acht gründeten weitere Firmen. Auch diese Firmen werden manchmal als Fairchildren bezeichnet.
- Victor Grinich wurde Professor in Berkeley und Stanford.
- Robert Noyce und Gordon Moore gründeten Intel.
- Eugene Kleiner ist Mitbegründer der Risikokapitalgesellschaft Kleiner Perkins.
- Sheldon Roberts, Jean Hoerni und Jay Last gründeten den Vorgänger von Teledyne.
- Julius Blank wurde Mitbegründer von Xicor.